# Paepalanthus minasensis
Paepalanthus minasensis är en gräsväxtart som beskrevs av Harold Norman Moldenke. Paepalanthus minasensis ingår i släktet Paepalanthus och familjen Eriocaulaceae. Inga underarter finns listade i Catalogue of Life.